# Vannevar Bush
Vannevar Bush ([væˈniːvɑːr bʊʃ]) (Everett, 11 marzo 1890 – Belmont, 30 giugno 1974) è stato un ingegnere e tecnologo statunitense.
Celebre come inventore, coordinò le attività di ricerca scientifica degli Stati Uniti d'America durante la seconda guerra mondiale.
Precursore degli ipertesti, è stato l'ideologo del sostegno delle attività di ricerca ai fini del potenziamento delle democrazie.

## Biografia
Figlio di un pastore protestante, consegue la laurea quadriennale e il master presso l'Università Tufts prima della prima guerra mondiale. Nel 1916 l'Università Harvard e il Massachusetts Institute of Technology (MIT) gli conferiscono congiuntamente il dottorato di ricerca. Dopo aver insegnato matematica nell'ateneo in cui si è laureato ed aver lavorato per General Electric Company e Marina degli Stati Uniti, fa parte del corpo insegnante del MIT dal 1919 al 1938, diventando professore ordinario nel 1923.
Bush manifesta capacità inventive fin dagli anni della formazione quando, a partire da due ruote di bicicletta, costruisce un apparecchio per il rilievo geodetico, capace di tracciare automaticamente il profilo di un percorso. Negli anni successivi progetta e costruisce sette calcolatori analogici, spinto dalla necessità di risolvere le complesse equazioni differenziali che governano una rete di distribuzione della corrente elettrica. Da rilevare il fatto che, dopo essersi impegnato nella ricerca di soluzioni in forma analitica delle equazioni, egli giunge al convincimento che sia più opportuno investire tempo e denaro nella costruzione di apparecchiature in grado di simulare il sistema in studio e di fornire soluzioni approssimate delle stesse.
La macchina analogica per la quale è più famoso è l'analizzatore differenziale meccanico, insieme alla sua successiva variante elettrica, chiamata Second Rockefeller Differential Analyzer (RDA2). Molti modelli di questa macchina da calcolo, costruiti negli anni trenta, sono stati ampiamente utilizzati durante la seconda guerra mondiale per effettuare calcoli delle traiettorie balistiche. Questa apparecchiatura consente di risolvere equazioni differenziali nelle quali entrano fino a 18 variabili indipendenti e si basa sulle idee sviluppate da Charles Babbage un secolo prima, nel tentativo di realizzare la sua difference engine.
Un'importante ricaduta del lavoro di Bush è costituita dalla nascita della progettazione dei circuiti digitali per opera di Claude Shannon, all'epoca studente di Bush.
Nel 1938 viene eletto presidente della Fondazione Carnegie Mellon di Washington, carica conservata fino al pensionamento nel 1955. Nel 1939 viene nominato presidente del National Advisory Committee for Aeronautics, nel 1940 presidente del National Defense Research Committee ("Comitato di ricerca per la difesa nazionale") e nel 1941 direttore dell'Office of Scientific Research and Development ("Ufficio per la ricerca e lo sviluppo in ambito scientifico"). Quest'ultimo incarico gli garantisce un ruolo di assoluto rilievo in ambito federale: Bush è il tramite tra gli scienziati che lavorano al Progetto Manhattan e il presidente Franklin Delano Roosevelt. La sua attività di coordinatore delle attività di ricerca degli Stati Uniti a supporto dello sforzo bellico lo conduce ad una attenta analisi dei meccanismi che permettono lo sviluppo di ricerche complesse e l'organizzazione di sistemi di conoscenze.
Lo scienziato Vannevar Bush costituisce un punto di svolta nella nascita della scienza moderna americana poiché rappresenta il primo tentativo di definire un linguaggio nuovo, quello dell'informazione, con il quale impostare una nuova metodologia d'indagine comune a diversi ambiti di ricerca scientifica. Gli eventi che fanno da sfondo all'ideazione delle sue più note tecnologie, l’Analizzatore differenziale e il Memex, palesano in che modo la sua visione stabilì una nuova relazione tra accademie, imprese e Governo federale degli Stati Uniti e legò il cambiamento all'uso delle tecnologie dell'informazione, trasformando il rapporto uomo–tecnologia–ambiente.

## I suoi contributi alle scienze
1. Fondazione della National Science Foundation: Vannevar Bush è stato una figura chiave nella creazione della National Science Foundation (NSF) negli Stati Uniti. La NSF è un'agenzia governativa che finanzia la ricerca scientifica e tecnologica in una vasta gamma di campi. Il suo ruolo nella creazione della NSF ha avuto un impatto duraturo sulla promozione della ricerca scientifica e tecnologica negli Stati Uniti.
2. Sviluppo del radar: Durante la Seconda Guerra Mondiale, Bush fu uno dei principali promotori dello sviluppo del radar, un'importante tecnologia militare. Il suo lavoro ha contribuito in modo significativo alla realizzazione di dispositivi radar avanzati, che hanno avuto un impatto rilevante sulle operazioni militari durante il conflitto.
3. Progetto Manhattan: Bush fu coinvolto nel Progetto Manhattan, il programma segreto per sviluppare la bomba atomica durante la Seconda Guerra Mondiale. Anche se non era un fisico teorico, il suo ruolo amministrativo fu cruciale per il successo del progetto.
4. L'analizzatore differenziale: Prima della Seconda Guerra Mondiale, Bush contribuì allo sviluppo dell'analizzatore differenziale, un dispositivo meccanico per risolvere equazioni differenziali. Questo dispositivo ebbe un impatto significativo sulla matematica e sulla scienza dell'epoca, rendendo possibile eseguire calcoli complessi in modo più efficiente.
5. Comunicazioni scientifiche: Bush ha sostenuto la necessità di un miglioramento nelle comunicazioni scientifiche e nella condivisione delle informazioni. Le sue idee hanno influenzato lo sviluppo delle prime reti di computer e delle basi per l'archiviazione e la condivisione di documenti scientifici, contribuendo a creare le fondamenta per l'era digitale.

In sintesi, Vannevar Bush ha fatto importanti contributi alle scienze attraverso il suo lavoro nel campo della tecnologia dell'informazione, la sua influenza nella creazione di istituzioni di ricerca scientifica e il suo coinvolgimento in progetti chiave durante la Seconda Guerra Mondiale. La sua eredità è ancora oggi evidente nei campi della tecnologia, della ricerca scientifica e delle comunicazioni.

## Memex
Nel 1945 Bush pubblica sul periodico The Atlantic Monthly un articolo dal titolo As We May Think (Come potremmo pensare), nel quale prospetta una apparecchiatura futuribile con la quale uno studioso possa raccogliere e organizzare i vari testi che possono servire per i suoi studi e la chiama memex, abbreviando memory expansion. In questo articolo predice: "Compariranno nuovi tipi di enciclopedie confezionate con una rete di percorsi associativi che le collegano, pronte ad essere inserite in memex e qui ampliate".

## Opere
In inglese
- As We May Think, in The Atlantic Monthly, luglio 1945;
- Science: The Endless Frontier. A Report to the President on a Program for Postwar Scientific Research, 1945 (rapporto indirizzato al presidente [Franklin D. Roosevelt]);
- Endless Horizons (1946);
- Modern Arms and Free Men. A Discussion of the Role of Science in Preserving Democracy (1949).

In italiano
- La bomba atomica e la difesa del mondo libero, USIS, Roma 1951.